# Rangárþing ytra
Rangárþing ytra è un comune islandese.
Il comune si trova nella parte sud-occidentale dell'Islanda nella regione di Suðurland ed è nato dalla fusione dei comuni di  Rangárvallahreppur, Holta-Landsveit e Djúpárhreppur il 6 giugno 2002. Date le maggiori dimensioni, a fungere da centro cittadino ed amministrativo è Hella. 
Secondo le statistiche aggiornate al 2011, conta 1 523 abitanti ed ha a disposizione una superficie di 3188 km²; la densità di popolazione si attesta quindi a 0,48 ab./km².